# مازانو رومانو
مازانو رومانو هي (بلدية) في مدينة روما الحضرية في منطقة لاتيوم الإيطالية، وتقع على بعد حوالي 35 كيلومتر (22 ميل) من شمال روما.
تقع مازانو رومانو على حدود البلديات التالية: كالكاتا، كامباغنانو دي روما، قلعة سانت إليا، فاليريا، ماجليانو رومانو، ونيبي.
ذكرت لأول مرة في عام 945، وهي إحدى القرى التي تشكلت من الحوزة الكبرى التي جمعها البابا أدريان الأول حوالي عام 780، وهو دوموسكولتا كابراكوروم  يشمل منتزه فيو الإقليمي.